# Johann Engelbrecht
Johann Engelbrecht (1726 – 13. března 1807 Beroun) byl hodinář a všestranný řemeslník, autor vertikálních slunečních hodin na zdech klášterů, zámků a usedlostí na území Čech a Moravy, ale také přenosných horizontálních hodin inklinačního a analematického typu v českých i zahraničních sbírkách.

## Život
Historii rodiny Engelbrechtů je možné sledovat od poslední čtvrtiny 18. století, kdy v Berouně, mezi sedmiletou válkou a válkou o dědictví bavorské, sídlila část vojenského pluku Karla hr. Callenberga. Johann Engelbrecht býval v tomto pluku hobojistou a odešel z něj roku 1773. Později se seznámil s Josefem Steplingem, ředitelem hvězdárny v Klementinu a s Antonínem Strnadem, se kterými navázal spolupráci. Oba pro něj pravděpodobně navrhovali číselníky a pomáhali mu s astronomickým měřením pro konstrukci slunečních hodin na pevných stanovištích.
Po smrti Johanna Engelbrechta převzal hodinářskou dílnu jeho nejstarší syn Anton. Dle dochovaných exemplářů slunečních hodin setrval u tradičních konstrukcí, ale v letech 1808–1814 se přestěhoval do Mělníka, kde roku 1831 zemřel.

### Sluneční hodiny na pevných stanovištích
Se signovanými vertikálními hodinami J. Engelbrechta je možné se setkat na zámku v Třeboni (s ukazatelem délky dne a noci), na radnici v Litoměřicích (s hyperbolami kalendáře) a v Praze na bývalém velkostatku Cibulka v Praze-Košířích (taktéž s hyperbolami kalendáře). Engelbrechtovo autorství je také připisováno hodinám na hradě Křivoklát, v Pelhřimově a na statku v Suchomastech u Berouna.
Množství hodin již zaniklých je známo nyní již jen z literatury.

### Inklinační a analematické sluneční hodiny
Svou preciznost a um prokázal specifickou konstrukcí praktických přenosných hodin, jež dokázaly určit pravý sluneční čas s přesností až pěti minut. Sofistikovaná kombinace hodinových rysek na číselníku a hyperbol kalendáře umožňovala jejich použití bez určování světových stran pomocí kompasu. Složitější modely byly ještě doplněny ryskami pro určování času východu a západu Slunce (tedy českých a babylónských hodin) nebo délky dne a noci.
V českých státních sbírkách jsou zastoupeny například v Národním technickém muzeu, Národním muzeu, Uměleckoprůmyslovém museu, Západočeském muzeu v Plzni, Oblastním muzeu v Mostě, Vlastivědném muzeu v Olomouci. V zahraničí jsou k vidění například v Mnichově, Londýně, Cambridge, Oxfordu, Záhřebu nebo Chicagu.
Velkou vzácností je i existence tištěného manuálu s doporučením J. Steplinga v Muzeu Českého krasu v Berouně.